# Knüpfel

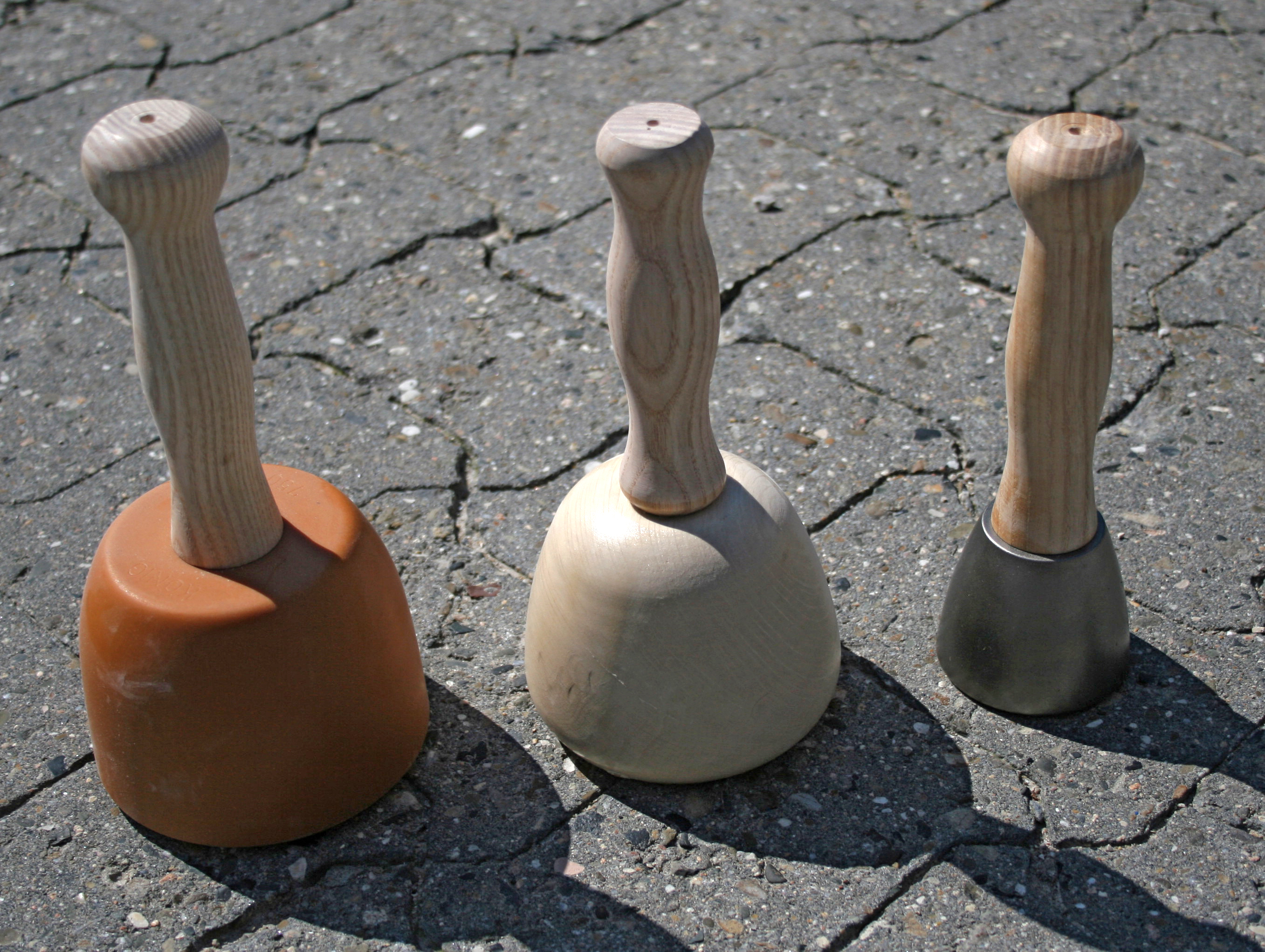
Steinmetz-Knüpfel: (links) kunststoffummantelt, (Mitte) Vollholz, (rechts) Metall

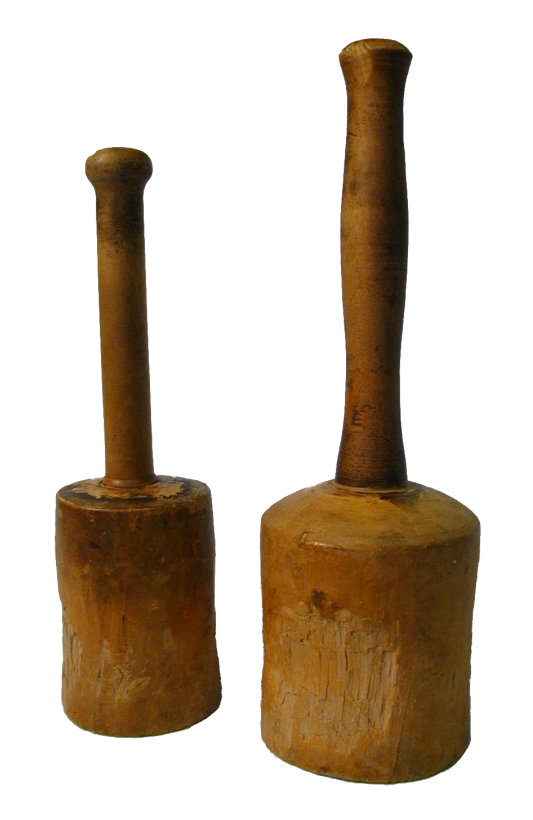
Klüpfel eines Tischlers

Klöpfel im Wappen von Blaibach

Der Knüpfel, Klipfel, Klüpfel, Klöpfel oder Schlägel ist ein hammerähnliches Werkzeug aus Holz für Holz- und Steinbildhauer, Steinmetzen oder Natursteinmechaniker, Tischler, Zimmerer, Küfer und andere holzbearbeitende Berufe sowie Hufbeschlagschmiede.

## Funktionsweise
Knüpfel unterscheiden sich von Hämmern im eigentlichen Sinne darin, dass ihr Kopf eine rundumweisende Schlagfläche hat; man braucht ihn nicht in eine bestimmte Richtung zu drehen, um zu schlagen. Dadurch ergibt sich auch, dass der Knüpfel kein axiales Drehmoment auf den Unterarm und die Hand ausüben kann. Die Schlagfläche der meisten Knüpfel ist nicht zylindrisch-parallel zum Stiel, sondern leicht kegelig und annähernd in einer Achse mit dem Handgelenk.
Der Knüpfel ähnelt sehr dem Klopfholz und hat das gleiche Einsatzgebiet. Der Unterschied ist lediglich, dass der Kopf des Knüpfels von oben gesehen rund ist, während der Kopf des Klopfholzes ungefähr quaderförmig ist. Wie beim Klopfholz ist beim Knüpfel die Schlagfläche (Bahn) nicht parallel zum Stiel, sondern in einer Achse mit dem Handgelenk.

## Materialien und Abmessungen
Der klassische Knüpfel hat einen gedrechselten Holzkörper aus Weißbuche, im Durchmesser 10–24 cm groß. Der Kopf kann aus anderen Holzarten, wie Bubinga oder Lorbeerholz gefertigt werden sowie aus Metallen wie Messing, Bronze und Eisen oder geeigneten Kunststoffen. Der Stiel ist nur so lang, dass ihn die am Kopf anliegende Faust umschließt, mit einem Stieldurchmesser von knappen 3 cm und meist ergonomischen Verdickungen mittig und am freien Ende, und besteht aus Eiche, Esche oder Akazie.
Damit Holzknüpfel nicht platzen, müssen sie vor Feuchtigkeit, Hitze und Sonneneinstrahlung geschützt werden. Oft ist der Klüpfel aus mehreren Teilen verleimt, um ein Reißen des Holzes zu vermeiden. Abgenutzte Knüpfel werden nachgedreht, durch Materialabtrag und demzufolge kleineres Gewicht können solche als Gesimsknüpfel für feinere Arbeiten weiter verwendet werden.
Typische Varianten des klassischen Knüpfels:
- Ø 115 mm 0,95 kg = Holzknüpfel Ø 120 mm
- Ø 115 mm 1,05 kg = Holzknüpfel Ø 130 mm
- Ø 130 mm 1,20 kg = Holzknüpfel Ø 140 mm
- Ø 130 mm 1,35 kg = Holzknüpfel Ø 150 mm
- Ø 130 mm 1,50 kg = Holzknüpfel Ø 160 mm
- Ø 140 mm 1,50 kg = Holzknüpfel Ø 160 mm
- Ø 140 mm 1,70 kg = Holzknüpfel Ø 170 mm
- Ø 140 mm 1,90 kg = Holzknüpfel Ø 180 mm

## Knüpfel-Typen der einzelnen Berufe
Man unterscheidet zylindrische, kegelförmige und glockenförmige Kopfformen, wobei die gebräuchlichste Form die eines abgerundeten Kegels ist.
- Der Knüpfel wird von Steinmetzen und Steinbildhauern an Stelle des Handfäustels zum Antreiben der Meißel mit Knüpfelkopf in der Bearbeitung von Weichgestein eingesetzt. Das hölzerne Werkzeug verhindert, dass die Steinoberfläche geprellt wird. Bei diesem Einsatz des Knüpfels werden die Werksteine oder Skulpturen aus Naturstein geformt oder der Knüpfel wird zur Oberflächengestaltung des Weichgesteins (wie beim Scharrieren) verwendet. Es gibt den Knüpfelkopf für die Steinbearbeitung auch aus Kunststoff. Kunststoffknüpfel haben sich durch den geringeren Verschleiß bewährt, in den Farben -braun- für harten Hieb und -blau- für weichen Hieb. Des Weiteren werden metallene Knüpfel von südländischen Steinmetzen (Frankreich, Portugal) eingesetzt und finden mittlerweile auch in Deutschland Verwendung. Knüpfel werden beim Antreiben des Steinwerkzeugs ständig von Hieb zu Hieb in der Hand gedreht. Damit wird eine einseitige Belastung des Handgelenks und einseitige Abnutzung des Knüpfelholzes vermieden.
- Knüpfel werden von Tischlern anstelle des Klopfholzes verwendet. Beim Treiben von Stemmeisen (Beiteln), Holzbildhauer setzen Knüpfel als „begleitendes Werkzeug“ beim Formen von Skulpturen ein, indem sie die Schnitzeisen (Beiteln) damit treiben. Zimmerer verwenden hierzu größere Zimmermannsknüpfel. Die runde Form schützt hier beim Abrutschen vor Verletzungen der Hand.
- Hufschmiede verwenden den Knüpfel zusammen mit der Nietklinge zum Öffnen der Nagelniete bei einem Hufbeschlag. Die runde Form schützt das empfindliche hornbildende Saumband und die oberhalb des Hufes liegenden Knochen vor Verletzungen, wenn der Schlag wegen unvorhersehbarer Bewegung des Pferdes die Nietklinge verfehlt.